# Supercopa de Chile
Supercopa de Chile este competiția fotbalistică de supercupă din Chile, disputată între campioana din Primera División de Chile și câștigătoarea Copa Chile.

## Ediții
| Sezon | Câștigătoarea  | Scor          | Finalista            | Stadion                                   | Spectatori |
| ----- | -------------- | ------------- | -------------------- | ----------------------------------------- | ---------- |
| 2013  | Unión Española | 2–0           | Universidad de Chile | Estadio Regional, Antofagasta             | 5.523      |
| 2014  | O'Higgins      | 1–1 (3–2 pen) | Iquique              | Estadio San Carlos de Apoquindo, Santiago | 7.000      |

## Performanță după club
| Club                 | Trofee | Finalistă | Ani câștigători | Ani pierdanți |
| -------------------- | ------ | --------- | --------------- | ------------- |
| O'Higgins            | 1      | 0         | 2014            | —             |
| Unión Española       | 1      | 0         | 2013            | —             |
| Iquique              | 0      | 1         | —               | 2014          |
| Universidad de Chile | 0      | 1         | —               | 2013          |